# Rembrandt Peale
Rembrandt Peale (n. 22 februarie 1778, Pennsylvania, SUA – d. 3 octombrie 1860, Pennsylvania, SUA) a fost un pictor american și custode de muzeu. Un portretist prolific, a fost apreciat în special pentru portretele președinților George Washington și Thomas Jefferson. Stilul lui Peale a fost influențat de neoclasicismul francez după o ședere la Paris în 1809-1810.
A studiat la Academia Regală din Londra.